# Pentopetia elastica
Pentopetia elastica är en oleanderväxtart som beskrevs av Jumelle och Perrier. Pentopetia elastica ingår i släktet Pentopetia och familjen oleanderväxter. Inga underarter finns listade i Catalogue of Life.